# ASKA concert tour kicks
『ASKA concert tour kicks』（アスカ・コンサート・ツアー・キックス）は、ASKAの映像作品。1998年9月30日にVHSで発売された。

## 解説
1998年に行ったコンサートツアー『ASKA concert tour kicks -SUPPORTED by NEC-』。同年7月の大阪城ホール公演の模様を中心に、本ツアーの全貌を追ったドキュメンタリーを交えて収録している。
ASKAの映像作品が一般販売されるのはこれが初めて。現在は廃盤でありBD化、DVD化は未だされていない。

## 収録曲
1. Tattoo
作詞・作曲：飛鳥涼
2. 花は咲いたか
作詞・作曲：飛鳥涼
3. Kicks Street
作詞・作曲：飛鳥涼
4. NEVER END
作詞：飛鳥涼　作曲：飛鳥涼・Kevin Gilbert
5. GIRL
作詞・作曲：飛鳥涼
6. 遊星
作詞・作曲：飛鳥涼
7. はじまりはいつも雨
作詞・作曲：飛鳥涼
8. バーガーショップで逢いましょう
作詞・作曲：飛鳥涼
9. 着地点
作詞・作曲：飛鳥涼
10. Now
作詞・作曲：飛鳥涼
11. 晴天を誉めるなら夕暮れを待て
作詞・作曲：飛鳥涼
12. 同じ時代を
作詞・作曲：飛鳥涼
13. ボヘミアン
作詞：飛鳥涼　作曲：井上大輔
14. 止まった時計
作詞・作曲：飛鳥涼